# بالاکوت، سوات
بالاکوت (به انگلیسی: Balakot) یک منطقهٔ مسکونی در پاکستان است که در خیبر پختونخوا واقع شده‌است.